# Danilo Gelinski
Danilo Gelinski (ur. 13 marca 1990 w Guarapuava) – brazylijski siatkarz, reprezentant kraju, grający na pozycji rozgrywającego.
Jego o 3 lata starszy brat Thiago,  również jest siatkarzem i gra jako rozgrywający.

## Sukcesy klubowe
Liga brazylijska:
- 2011, 2017

Superpuchar Portugalii:
- 2015[4]

Puchar Portugalii:
- 2016[12]

Liga portugalska:
- 2016

Puchar Brazylii:
- 2017[13]

Liga francuska:
- 2021[14]